# Кульпин, Валерий Дмитриевич
Валерий Дмитриевич Кульпин (род. 1941) — советский российский нефтяник, государственный деятель.

## Биография
В 1968 году окончил Уфимский авиационный институт, в 1978 году — Тюменский индустриальный институт.

### Деятельность
В 1982—1987 годах — начальник отдела Западной Сибири в Министерстве нефтяной промышленности СССР; в 1987—1996 гг. — заместитель генерального директора объединения «Урайнефтегаз»; с 1999 г. — генеральный директор ОАО «Самотлорнефтегаз».

## Заслуги
- Почётный нефтяник РФ .
- Действительный член Международной академии наук о природе и обществе (1998),
- Награждён медалью ордена  «За заслуги перед Отечеством» II степени (2001)[3].